# Musanze Football Club
Actualités
Le Musanze Football Club est un club de football basé à Musanze, au Rwanda. L'équipe joue dans la première division du championnat du Rwanda de football.

## Histoire
Le club participe à plusieurs reprises au championnat de première division. Il se classe notamment sixième lors de la saison 2016-2017, avec un total de 12 victoires, 9 nuls et 9 défaites.